# Заруцкое (Глуховский район)
Заруцкое (укр. Заруцьке) — село, Белокопытовский сельский совет, Глуховский район, Сумская область, Украина.
Код КОАТУУ — 5921581005. Население по переписи 2001 года составляло 129 человек.

## Географическое положение
Село Заруцкое находится на правом берегу реки Клевень,
выше по течению на расстоянии в 1,5 км расположено село Белокопытово,
ниже по течению примыкает село Сварково.
К селу примыкает небольшой лесной массив (дуб).
Рядом проходит автомобильная дорога E 38 (Т-2502).

## Экономика
- Детский лагерь отдыха «Солнечный».

## Известные люди
В селе родился Герой Советского Союза Михаил Олейник.

## Достопримечательности
- Братская могила советских воинов.